# 왜교성 전투
왜교성 전투(倭橋城戰鬪)는 정유재란에 벌어진 조명연합군과 일본군이 격전한 전투며 이 전투에 패배는 훗날 7년의 전쟁을 끝내는 계기로 이어진다.

## 배경
1598년 8월 18일 후시미성(伏見城)에서 도요토미 히데요시가 사망하였고 직후에 고부교(五奉行)와 고다이로(五大老)는 일본군의 철병을 결정하였다. 이것이 조선에 알려지면서 조·명 연합군은 철병하는 침략군을 추격하는 것으로 전략을 전환하였다.
1598년 7월 경략(經略) 형개(邢玠)가 한성으로 당도하면서, 명나라군은 조선군과 함께 울산왜성에 주둔한 가토 기요마사를 공격목표로 한 동로군(東路軍)과, 사천왜성의 시마즈 요시히로을 공격목표로 한 중로군(中路軍), 왜교성의 고니시 유키나가를 공격목표로 한 서로군(西路軍)을 편성하여 동시에 남진하였다. 이와 아울러, 진린의 명나라 수군과 이순신의 조선 수군을 하나로 묶어서 수로군을 따로 편성한 다음 순천 왜교성(順天倭橋城)을 함께 공격하도록 하는 작전계획을 수립하였다.
즉, 육상의 삼로군과 수로군을 동시에 병진하게 하여 일본군을 공격한다는 '사로병진작전(四路竝進作戰)'을 세웠다. 9월부터는 일본군의 상호간의 구원전략을 근본적으로 차단하면서 남해안 일대의 적군에 대한 공격을 일제히 개시하였다. 그러나 울산왜성의 일본군 저항이 의외로 완강하여, 그 목적을 달성하기 어려웠고, 사천에 패배로 이어지고 또한 명장 동일원(董一元)의 조급한 작전으로 패퇴함으로써 결국 사로병진작전은 실패로 돌아갔다.
이때 서로군의 제독 유정(劉綎)은 8월에 들어와 대군을 거느리고 한성을 출발하여 수원을 경유, 전주로 내려온 다음, 순천 왜교성의 적을 치기로 하였다. 그는 9월 19일 도원수 권율과 전라병사 이광악(李光岳) 등이 이끄는 10,000여명의 조선군을 포함, 36,000의 병력으로 순천왜성 공격을 서두르고 있었다.
수로군은 1598년 7월 16일 고금도에서 명나라의 진린이 이끄는 수군과 합세한 이순신 휘하의 조선 수군이 합세하였다. 그리고 7월 24일 조명연합 함대를 편성하여 흥양의 절이도 해전에서 승리 후, 9월 하순에 이르러 마침내 조명연합군과 연합 전선을 구축함으로써 정유재란의 최후의 총격전을 펼치게 되었다.

## 경과
그러나 음력 10월 3일 고니시 유키나가의 뇌물에 매수된 유정이 군사를 움직이지 않고 결국 이순신과 진린의 수군만이 단독으로 왜교성을 공격했다.
우선 이순신의 조선 수군은 장도에서 30여 척의 왜선을 격침시키고, 11척을 나포하였으며, 일본군 3,000명을 무찔렀다. 이것이 '장도 해전'이다. 그러나 조명 연합군의 피해 역시 컸다. 명나라 전선은 어느 정도 피해를 입었고 800명의 사상자를 냈으며, 일본군에게 포위된 명나라군을 구하러 가던 사도 첨사 황세득과 군관 이청일 등 역시 전사했다.

## 같이 보기
- 우쓰노미야 구니쓰나